# 志賀健二郎
志賀 健二郎（しが けんじろう、1950年（昭和25年） - ）は、日本の著作家。学校法人田中千代学園副理事長。 
渋谷ファッション&アート専門学校（前・田中千代ファッションカレッジ）校長。兵庫県出身。 

## 略歴
1974年、京都大学文学部史学科卒業。卒業後、小田急百貨店入社。文化催事（小田急グランドギャラリー）、宣伝、販売促進などを担当。小田急美術館館長（兼務）。
2006年、川崎市の公募で採用され、川崎市市民ミュージアム館長に就任。
2011年から2014年まで、川崎市市民ミュージアムアドバイザー。日本映画大学にて、非常勤講師（博物館経営論）として勤務。

## 親族
俳優志賀廣太郎（2020年死去）は実兄。
1987年10月、小田急美術館の前身である小田急グランドギャラリーが『光太郎 智恵子の世界展』（主催読売新聞社）を開催することになり、戦時中、岩手県花巻に疎開していた高村光太郎が、敗戦直後に移り住み、戦意高揚の詩を作っていたことへの反省から晩年の7年間独居していた高村山荘の粗末な空間を、会場演出としても効果的であるため、再現することになった。その際、志賀の上司が「これを舞台にして、『智恵子抄』の朗読を誰かにやってもらったら面白い」と言い出し、「誰にやってもらいますか？」と尋ねると、「加藤剛なんかいいな。でも高いだろうな。別にあてはない、探せ」であった。そこで志賀が「ずっと安いギャラで、身内が言うのもなんですが、声の良さは加藤に負けない役者がいますがいかがですか」と応じ、朗読役に起用されたのが兄の志賀廣太郎だった。廣太郎もまだ時間に余裕のあるころだったので、会期中、はぼ毎日来てもらい、朗読を聞いていた客からは、「あの人どこの人？」と興味を持ってもらえるくらいの好評を博したという。

## 著作
- 『小田急百貨店の展覧会　─新宿西口の戦後50年』筑摩書房、2022年9月。ISBN 978-4480818621。
- 『百貨店の展覧会　─昭和のみせもの1945−1988』筑摩書房、2018年3月。ISBN 978-4480864581。